# Das Todesspiel
Das Todesspiel (Originaltitel: The Dead Pool) ist ein US-amerikanischer Kriminalfilm aus dem Jahr 1988. Der Film ist der fünfte Teil einer Reihe von Filmen, in denen Clint Eastwood in San Francisco den Polizisten „Dirty“ Harry Callahan spielt.

## Handlung
Regisseur Peter Swan hat ein Spiel erfunden, bei dem er und sein Filmteam auf den Tod bekannter Personen wetten, die nicht ganz ungefährlich leben. Die sogenannte „Todesliste“ ist im Besitz jedes seiner Mitarbeiter. Doch das Spiel wird blutiger Ernst, als der Hauptdarsteller von Swans neustem Film, der Rockstar Johnny Squares, und sein Produktionsleiter ermordet werden.
Nun muss sich der altgediente Inspektor Harry Callahan mit dem Fall auseinandersetzen. Harry findet schnell heraus, dass auch er in Gefahr ist, da sein Name ebenfalls auf der Liste ist. Zusätzlich trachten ihm auch noch die Killer eines Mafiabosses, der gerade durch seine Aussage verurteilt wurde, nach dem Leben. Während er dem Täter auf der Spur ist, werden immer wieder Anschläge auf ihn verübt, denen er meist nur um ein Haar entgehen kann. Nach dem Mord an einer Filmkritikerin ist Harry der Nächste im Visier des Mörders. Doch er entgeht dem Bombenanschlag auf sein Auto. Sein chinesischstämmiger Partner Al Quan überlebt nur deshalb schwerverletzt, weil er aufgrund von Callahans Rat eine kugelsichere Weste trug.
Durch einen Hinweis Swans kommt die Polizei auf die Spur des unter Schizophrenie leidenden Harlan Rook, dessen Drehbuch für einen neuen Horrorfilm Swan einst abgelehnt hatte. Da Harry den Anschlag überlebt hat, nimmt Rook die attraktive TV-Reporterin Samantha Walker als Geisel, um sie zu ermorden. Callahan kann sie aber befreien, da er durch einen Zettel in Rooks Wohnung dessen Aufenthaltsort ermitteln konnte. Zum Schluss kommt es zu einem Duell auf Leben und Tod, in dessen Verlauf Harry den Mörder mithilfe eines Requisits von Swans Film, einer Harpune, zur Strecke bringen kann.

## Synchronisation
Die deutsche Fassung entstand bei der FFS Film- & Fernsehsynchron GmbH in München. Wie schon bei den beiden Vorgängerfilmen schrieb Hartmut Neugebauer nicht nur das Dialogbuch, Er führte auch Regie.
| Darsteller            | Rolle                            | Synchronsprecher      |
| --------------------- | -------------------------------- | --------------------- |
| Clint Eastwood        | Harry Callahan (Dirty Harry)     | Klaus Kindler         |
| Patricia Clarkson     | Samantha Walker                  | Gudrun Vaupel         |
| Liam Neeson           | Peter Swan                       | Randolf Kronberg      |
| Evan C. Kim           | Inspector Al Quan                | Sigmar Solbach        |
| David Hunt            | Harlan Rook                      | Hans-Georg Panczak    |
| Michael Currie        | Captain Donnelly                 | Alwin Joachim Meyer   |
| Jim Carrey            | Johnny Squares                   | Matthias von Stegmann |
| Diego Chairs          | Butcher Hicks aka der Schlächter | Manfred Erdmann       |
| John Frederick Jones  | Dr. Friedman                     | Norbert Gastell       |
| Louis Giambalvo       | Gus Wheeler                      | Horst Sachtleben      |
| Anthony Charnota      | Lou Janero aka Der Briefträger   | Fred Maire            |
| Michael Goodwin       | Lt. Ackerman                     | Leon Rainer           |
| Ronnie Claire Edwards | Molly Fisher                     | Carola Höhn           |
| Ren Reynolds          | Perry                            | Hans-Rainer Müller    |
| Darwin Gillett        | Patrick Snow                     | Michael Brennicke     |

## Kritiken
Das Lexikon des internationalen Films wertete: „Ein harter Polizeifilm mit fragwürdiger Faustrecht-Moral, geradlinig inszeniert, aber nur wenig über dem Niveau gängiger Serien-Krimis.“
Cinema urteilte:  „Der fünfte und letzte Teil der Reihe variiert das Handlungsmuster nur minimal, überzeugt aber durch eine Prise Selbstdistanz und clevere Action.“
Oliver Armknecht von film-rezensionen.de meinte: „Was für ein langweiliger Abschluss der insgesamt so erfolgreichen Filmreihe. Keine Ahnung ob es an den relativ unerfahrenen Regisseur Buddy Van Horn lag, der ganz nebenbei bemerkt eine beeindruckend lange Filmographie an Eastwoods Seite vorzeigen kann, oder einfach nur daran, dass die Ideen zu diesem Zeitpunkt endgültig aufgebraucht waren.“ „Die Figur von Dirty Harry büßt hier genau wie schon im dritten Teil deutlich an Bissigkeit ein. Wenn er zuvor Verbrecher kurzerhand einfach abmurkste, beschränkt er sich in Das Todesspiel darauf den lästigen Reportern (u.a. Patricia Clarkson) eins auszuwischen und mutiert sogar zum Moralprediger. Unterdessen sorgt er aber natürlich weiterhin fleißig für Sachschaden die seinen Vorgesetzten Kopfzerbrechen bereitet.“ „Eine Verfolgungsjagd war zwar in den anderen Teilen ebenso Hauptbestandteil, doch diesmal verkommt das Ganze zu einem langweiligen und im Grunde sehr vorhersehbaren Katz und Maus-Spiel ohne viel Charme. Es fehlt kurz gesagt an allen Ecken und Enden an Innovation, die Rolle die Eastwood spielt scheint zur Gänze erschöpft zu sein und so bleibt kaum etwas Nennenswertes übrig. […] Ein denkbar schlechtes Finale also für den beliebten Cop“
Kino.de fand hingegen lobende Wort und schrieb: „Der fünfte Teil der „Dirty Harry“-Filme wartet wieder mit einem zynischen und selbstironischen Clint Eastwood auf, der sich wie ein Law-and-Order-Fossil zwischen Mord und Medienhysterie bewegt. Calahan hat nichts von seiner Härte und Energie eingebüßt, schießt und prügelt sich wie in alten Tagen durch diesen actionbepackten Reißer, einen neuen Partner und eine neue Partnerin zur Seite. Ins Kino zog „Das Todesspiel“ fast 300.000 Zuschauer und auch auf Video dürfte er, nicht zuletzt durch die zugkräftige Hauptfigur, zum Spitzenrenner werden.“

## Hintergrund
Der Film spielte in den Kinos der USA ca. 37,9 Millionen US-Dollar ein.
Die Hard-Rock-Band Guns N’ Roses ist in einigen Szenen des Films zu sehen und ihr Song Welcome to the Jungle wird im Film angespielt.
In der Filmkomödie Bruce Allmächtig von 2003 parodiert Schauspieler Jim Carrey die Dirty-Harry-Rolle von Clint Eastwood. Carrey, der in Hollywood später zum Superstar aufstieg, spielte in Das Todesspiel als Johnny Squares eine seiner ersten größeren Filmrollen. Ein Jahr später hatte er in Eastwoods Film Pink Cadillac einen Cameo-Auftritt als Nachtclub-Entertainer.